# Robert Edmund Alford
Sir Robert Edmund Alford, KBE, CMG (* 10. September 1904; † 23. November 1979) war ein britischer Kolonialadministrator, der unter anderem von 1958 bis 1962 Gouverneur von St. Helena war.

## Leben
Robert Edmund Alford, Sohn von R. G. Alford und Maud Griffiths Alford, absolvierte nach dem Besuch des Winchester College ein Studium am University College der University of Oxford und trat daraufhin in den kolonialen Verwaltungsdienst (Colonial Service) des Kolonialministeriums (Colonial Office) und fand unter anderem Verwendungen in der Kolonie und Protektorat Nigeria sowie im Sultanat Sansibar. Für seine Verdienste wurde er 1951 Companion des Order of St Michael and St George (CMG).
Als Nachfolger von Sir James Dundas Harford wurde Alford am 26. Februar 1958 Gouverneur von St. Helena und verblieb in diesem Amt bis zum 2. März 1962, woraufhin Sir John Osbaldiston Field ihn ablöste. In Anerkennung seiner Verdienste wurde er bei den Birthday Honours am 11. Juni 1960 als Knight Commander des Order of the British Empire (KBE) geadelt, so dass er fortan das Prädikat „Sir“ führte.